# 吉田拓郎のオールナイトニッポン
『吉田拓郎のオールナイトニッポン』（よしだたくろうのオールナイトニッポン）は、ニッポン放送の深夜放送「オールナイトニッポン」で放送されていた番組。パーソナリティは、吉田拓郎。
なお、この項目では2020年4月10日から2022年12月16日まで毎月第2金曜日に放送されていた『吉田拓郎のオールナイトニッポンGOLD』（よしだたくろうのオールナイトニッポンゴールド）についても述べる。

## 概要
1974年9月から1975年12月まで約1年4か月間月曜1部を担当（実際には9月末まで。10月から12月の間は泉谷しげる他が担当）した後、リスナーの要望にも応えるような形で、1980年から金曜1部に復帰した。
1975年10月から12月までの月曜1部は、拓郎が急にやめたいと言い出して「やめるからお前やれ」と、無理やり後を継がされたと泉谷しげるは話している。
金曜1部の最終回では、聴取率に対する不満を述べるような発言をした一方で、「また「元気だ!」って言える再会を願っております」というメッセージを残した。
なお吉田拓郎は、1971年10月から1年間『パックインミュージック』（TBSラジオ）、1978年4月から約2年間『セイ!ヤング』（文化放送）のそれぞれのパーソナリティも務めており、当時の在京ラジオ局3局全てのレギュラーパーソナリティを務めたことになる。1980年10月からの金曜1部復帰は、『セイ!ヤング』降板から約6か月後のことだった。

## コーナー
- 作詞・作曲の裏話
デモテープなどを公開しながら、その話をしていた。
- あこがれの対談
月に1回ほどの企画だったが、最低1時間は放送されていた。

## 番組内で起きた事件

### 離婚の発表
1975年9月、月曜1部での放送で拓郎は最初の夫人である四角佳子との離婚を発表した。週刊誌にウソを書かれる前に自分の口から伝えたい、と離婚原因やマスコミに対する持論、批判などを2時間使って話した。これを聞いたマスコミがニッポン放送に殺到、自分たちを無視し、深夜の生放送で抜き打ち離婚宣言という手段に出た拓郎に記者たちは激怒。放送終了後にもみあいとなり、拓郎が「あんたら地獄へ行くよ」と罵り大きな騒動となった。マスコミが、取材される側からこれほどの罵声を浴びせられたことはかつてなかった。一方的な形の離婚宣言だったため、女性誌などからは横暴な男として激しくたたかれた。この騒動により番組は打ち切りとなり、結果的にこの回が月曜1部での最終回となった。

### 吉田拓郎死亡放送事件
1981年3月13日金曜日深夜の放送で、拓郎は風邪による発熱と胃けいれんで急遽出演できなくなった。代役を務めたその日の宿直勤務のアナウンサーとディレクターが「何か面白いことをやろう」と発案し、標記のネタで放送した（ドン上野（上野修） 著 『ミスター・ラジオが通る』実業之日本社、1986年6月20日、148頁。ではこの出来事が「吉田拓郎死亡放送」と題されて掲載されている）。ゲストにシャネルズ（後のラッツ&スター）を迎えている中、テーマ曲は葬送行進曲に替わり、「特別番組 吉田拓郎さんをしのんで」というテーマで代役のアナが進行をした。番組中「死んだ」とは一言も言わなかったものの、「自殺の詩」や「どうしてこんなに悲しいんだろう」など追悼色一色の放送に、リスナーの問い合わせの電話は鳴り続け、マスコミも駆けつける大騒ぎに。約30分後に「これは冗談です」と言った後、本当の事情を説明し、自宅で療養中だった拓郎と電話をつないでやりとり（当時芸能界を引退していた美代子夫人（当時）も電話口に登場）しはじめたが、今度は抗議の電話が殺到、翌日の朝日新聞にも「行き過ぎた深夜放送」「悪いシャレ」などといった記事が出た。
ちなみに、代役を務めたアナウンサーはその後フジテレビに転籍した塚越孝、担当したディレクターは浅野啓児で、現在はともに故人。この時、編成だった亀渕昭信は「あの辺から世の中、やっちゃいけないこと、放送タブーが出てきた」と話している。後にとんねるずがこのジョークをテレビに持ち込み、「木梨憲武さんを偲んで」を放送したが、やはり顰蹙を買ってしまった（とんねるずのみなさんのおかげです#エピソード）。

## 放送時間

### レギュラー放送
- 1974年9月～1975年12月（実際は9月末）　月曜1部 月曜25:00～27:00（火曜1:00～3:00）
- 1980年10月～1982年3月27日　金曜1部 金曜25:00～27:00（土曜1:00～3:00）

### スペシャル放送
- 2008年2月24日15:00～17:00『俺たちのオールナイトニッポン40時間スペシャル』内で復活放送
- 2023年2月18日11:00～13:00『オールナイトニッポン55周年記念 オールナイトニッポン55時間スペシャル』内で2度目の復活放送
（ゲスト：篠原ともえ、奈緒）

## 吉田拓郎のオールナイトニッポンGOLD
2020年4月改編をもって、『吉田拓郎のオールナイトニッポンGOLD』として、吉田拓郎名義でのオールナイトニッポンが1982年3月27日をもって終了して以来38年ぶりに復活する。これは、2020年2月21日に放送された単発特番『吉田拓郎のオールナイトニッポンGOLD』で、ニッポン放送からの正式発表に先立ち、吉田拓郎本人から直接、発表が行われたもの。
実際、吉田拓郎は2019年12月13日と2020年2月21日の2回、単発で『オールナイトニッポンGOLD』を担当していた。また、『オールナイトニッポンGOLD』としては『坂崎幸之助と吉田拓郎のオールナイトニッポンGOLD』が2013年9月30日に終了して以来6年半ぶりの復活となる。なお、吉田とオールナイトニッポンとの関係は1970年代から続いていて、今回の担当で1970年代・1980年代・1990年代・2000年代・2010年代・2020年代と、「6つの年代」でオールナイトニッポンのパーソナリティを担当することになる。
なお、第1回の2020年4月10日の放送分では、吉田拓郎の自宅からテレワークという形で録音されたもので、吉田は「今は誰もが恐怖と闘っている、でも心は1つなんだ。 何も役にはたたないけれど、その中でもやれる事はやろう。 僕はこの方法を選んだ「よし!自宅から番組を」 マイク選び、録音ソフト・・色々と試して「これならイケル」 ディレクターのT君にファイル転送、聴いてもらった「OKです」 皆さん今回は自宅の僕の部屋からお送りする吉田拓郎のオールナイトニッポンGOLDです。」とコメントしている。番組の制作方法としては、吉田拓郎の自宅において、テレワークという形で録音を行い、その音源をディレクターに送り、音楽や効果音を挿入して、完成させたもの。それ以降、吉田拓郎はリモートという形で、自宅から収録を行い、その後、スタッフが収録された吉田の声にBGMなどを入れて完成させる方法で、番組を制作している。
2022年6月25日付のスポニチアネックスで、芸能活動の年内での終了の意向であることが分かり、この番組も年内で終了する予定であることが報じられた。
2022年7月8日からは、自宅からニッポン放送のイマジンスタジオに戻り、番組制作をしている。
その後、2022年12月16日で最終回を迎え、このエンディングで吉田拓郎は「僕は僕なりに道をまた進んでいくしかない。明日からまた新しい道が始まるんじゃないかな」と述べた上で「本当に長い間、ありがとうございました」とリスナーに対して、メッセージを送り、番組を締めくくった。
ニッポン放送社長の檜原麻希は2023年1月13日に行われた定例会見の中で、この吉田拓郎について「音楽界のレジェンド。最終回ではご自身とラジオの歴史を語っていただいた。（本人には）その気になったらいつでもやってくださいというメッセージをお伝えした」と明らかにした。
そして、2024年6月14日を皮切りに、複数回の放送を行うことになっている。これは、2023年12月の放送で「ラジオをテーマにした企画アルバム」の構想を話していたため、ニッポン放送が2024年7月に開局70周年を迎えるにあたって、この企画を実現するために、この特番の出演をオファーしたもので、2009年から2013年に放送されていた『坂崎幸之助と吉田拓郎のオールナイトニッポンGOLD』の一夜限りの復活も予定しているという。
2024年9月13日の放送では、2024年に入ってから、楽曲制作を始め、6月からはレコーディングを始めたことを明らかにした。そして、番組内では、およそ2年半ぶりの新作となるミニアルバム「ラジオの夢」を2024年11月20日に発売することを明らかにした。